# Rick Griffin
Rick Griffin (nome completo Richard Alden Griffin; 18 giugno 1944 – 18 agosto 1991) è stato un grafico nel campo della progettazione e della realizzazione di poster psichedelici negli anni sessanta.
Dopo aver frequentato la High School, lavorò nello staff del Surfer Magazine, dove creò la propria striscia di fumetti sul surf. Dopo aver visto i poster del rock psichedelico prodotti da Stanley Mouse e da Alton Kelly, Griffin nell'autunno del 1966 decise di trasferirsi a San Francisco, dove disegnava poster nel salotto della propria casa.
La sua prima esposizione d'arte venne vista e apprezzata dagli organizzatori dello Human Be-In, che gli chiesero di realizzare un poster per il loro evento del gennaio 1967. Anche Chet Helms venne colpito molto favorevolmente dall'opera di Griffin e gli chiese di creare dei poster per le feste all'Avalon Ballroom: questo evento portò Griffin a creare il poster per un concerto dei The Charlatans. Alla fine di queste fortunate vicende, Griffin venne contattato e assunto dalla Berkeley Bonapart, una delle più famose agenzie di creazione e distribuzione di poster del tempo, dove poté incontrare e confrontarsi con i più grandi artisti del poster psichedelico degli anni sessanta, diventando parte integrante della squadra.
Il 18 agosto 1991 Griffin rimase ucciso in un incidente motociclistico in Petaluma, California. Viene ricordato per le copertine di album delle band più famose dell'acid rock, come i Quicksilver Messenger Service e i Grateful Dead.